# كتولي
يُعد لحن كتولي لحن مهم من ألحان موسيقى مازنداني. ويُعدُ جزءاً من الموسيقى الصوتية. 
معنى الكلمة حرفياً "عالي" أو "ارتفاع" أو "كبير" أو "طويل"حسب الطبري. وتتكون من ثلاثة أجزاء: الجزء الأول هو المقياس الحر والجزء الثالث عبارة عن مقياس متري بالكامل. ويقفُ الجزء الثاني مترياً بينهما.   